# Allouis
Allouis est une commune française située dans le département du Cher, en région Centre-Val de Loire.

## Géographie
La commune est située près de Bourges dans le centre de la France. Sa situation géographique a permis l'implantation d'un émetteur ondes longues à partir de 1939 ; deux pylônes de 350 mètres de hauteur sont chargés de la radiodiffusion française publique.
Allouis sera ainsi connue par nombre d'Européens, son nom figurant sur les anciens récepteurs radio.

### Climat
Pour des articles plus généraux, voir Climat du Centre-Val de Loire et Climat du Cher.
En 2010, le climat de la commune est de type climat océanique dégradé des plaines du Centre et du Nord, selon une étude du CNRS s'appuyant sur une série de données couvrant la période 1971-2000. En 2020, Météo-France publie une typologie des climats de la France métropolitaine dans laquelle la commune est exposée à un climat océanique altéré et est dans la région climatique Centre et contreforts nord du Massif Central, caractérisée par un air sec en été et un bon ensoleillement.
Pour la période 1971-2000, la température annuelle moyenne est de 11,1 °C, avec une amplitude thermique annuelle de 15,4 °C. Le cumul annuel moyen de précipitations est de 731 mm, avec 11 jours de précipitations en janvier et 7,2 jours en juillet. Pour la période 1991-2020, la température moyenne annuelle observée sur la station météorologique la plus proche, située sur la commune de Quincy à 6 km à vol d'oiseau, est de 12,1 °C et le cumul annuel moyen de précipitations est de 735,0 mm,. Pour l'avenir, les paramètres climatiques de la commune estimés pour 2050 selon différents scénarios d'émission de gaz à effet de serre sont consultables sur un site dédié publié par Météo-France en novembre 2022.

## Urbanisme

### Typologie
Au 1er janvier 2024, Allouis est catégorisée commune rurale à habitat dispersé, selon la nouvelle grille communale de densité à 7 niveaux définie par l'Insee en 2022.
Elle est située hors unité urbaine. Par ailleurs la commune fait partie de l'aire d'attraction de Bourges, dont elle est une commune de la couronne,. Cette aire, qui regroupe 111 communes, est catégorisée dans les aires de 50 000 à moins de 200 000 habitants,.

### Occupation des sols
L'occupation des sols de la commune, telle qu'elle ressort de la base de données européenne d’occupation biophysique des sols Corine Land Cover (CLC), est marquée par l'importance des territoires agricoles (57,5 % en 2018), en augmentation par rapport à 1990 (55,2 %). La répartition détaillée en 2018 est la suivante : 
terres arables (43,2 %), forêts (41,1 %), prairies (10,9 %), zones agricoles hétérogènes (3,4 %), zones industrielles ou commerciales et réseaux de communication (1 %), zones urbanisées (0,4 %).
L'évolution de l’occupation des sols de la commune et de ses infrastructures peut être observée sur les différentes représentations cartographiques du territoire : la carte de Cassini (XVIIIe siècle), la carte d'état-major (1820-1866) et les cartes ou photos aériennes de l'IGN pour la période actuelle (1950 à aujourd'hui).

### Risques majeurs
Le territoire de la commune d'Allouis est vulnérable à différents aléas naturels : météorologiques (tempête, orage, neige, grand froid, canicule ou sécheresse), inondations, feux de forêts, mouvements de terrains et séisme (sismicité faible). Il est également exposé à un risque technologique, le transport de matières dangereuses. Un site publié par le BRGM permet d'évaluer simplement et rapidement les risques d'un bien localisé soit par son adresse soit par le numéro de sa parcelle.

#### Risques naturels
Certaines parties du territoire communal sont susceptibles d’être affectées par le risque d’inondation par débordement de cours d'eau, notamment l'Yèvre, le Croulas et l'Annain. La commune a été reconnue en état de catastrophe naturelle au titre des dommages causés par les inondations et coulées de boue survenues en 1982, 1999 et 2016,.
Le département du Cher est moins exposé au risque de feux de forêts que le pourtour méditerranéen ou le golfe de Gascogne. Néanmoins la forêt occupe près du quart du département et certaines communes sont très vulnérables, notamment les communes de Sologne dont fait partie Allouis. Il est ainsi défendu aux propriétaires de la commune et à leurs ayants droit de porter ou d’allumer du feu dans l'intérieur et à une distance de 200 mètres des bois, forêts, plantations, reboisements ainsi que des landes. L’écobuage est également interdit, ainsi que les feux de type méchouis et barbecues, à l’exception de ceux prévus dans des installations fixes (non situées sous couvert d'arbres) constituant une dépendance d'habitation.

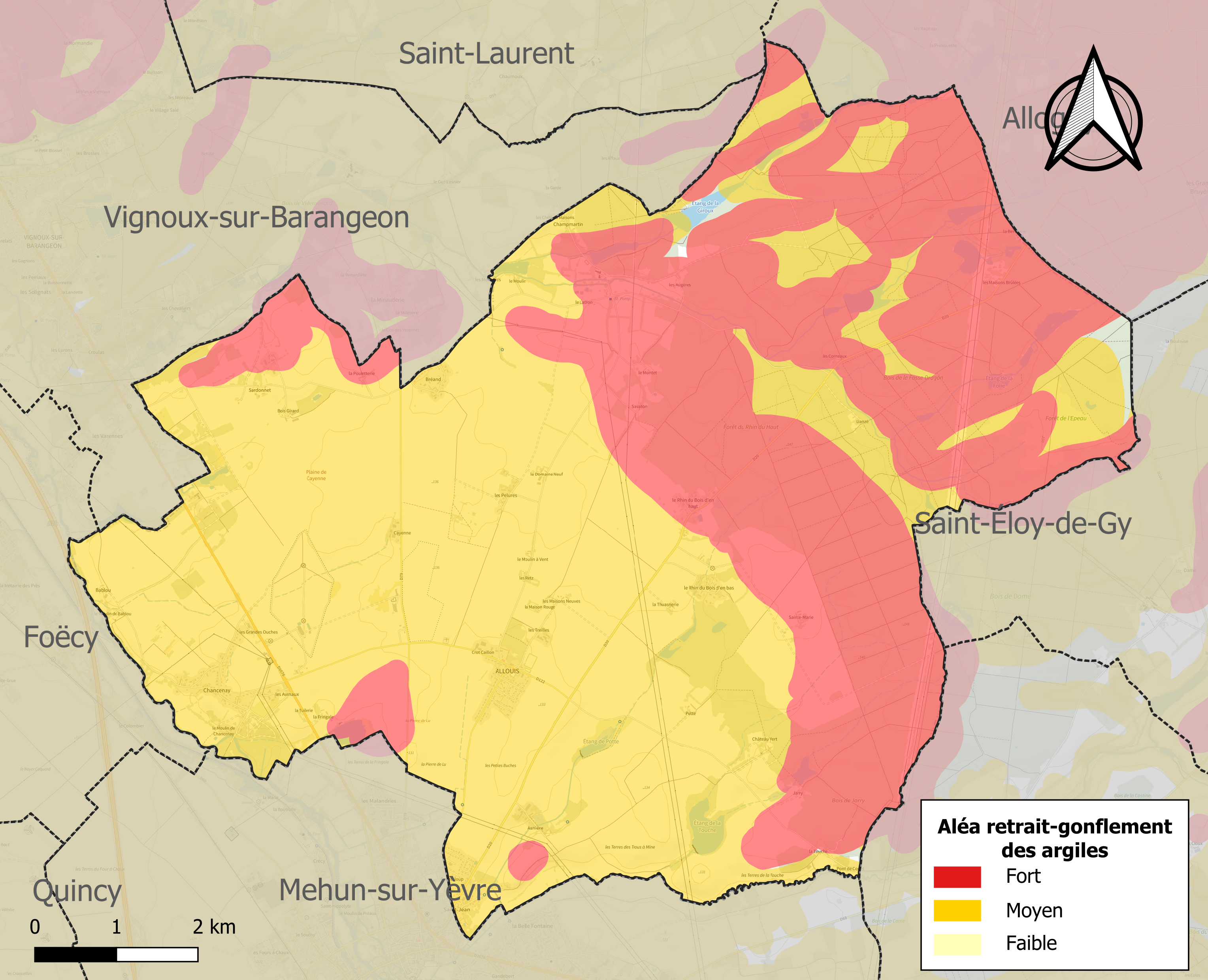
Carte des zones d'aléa retrait-gonflement des sols argileux d'Allouis.

La commune est vulnérable au risque de mouvements de terrains constitué principalement du retrait-gonflement des sols argileux. Cet aléa est susceptible d'engendrer des dommages importants aux bâtiments en cas d’alternance de périodes de sécheresse et de pluie. 99,4 % de la superficie communale est en aléa moyen ou fort (90 % au niveau départemental et 48,5 % au niveau national). Sur les 462 bâtiments dénombrés sur la commune en 2019, 462 sont en aléa moyen ou fort, soit 100 %, à comparer aux 83 % au niveau départemental et 54 % au niveau national. Une cartographie de l'exposition du territoire national au retrait gonflement des sols argileux est disponible sur le site du BRGM,.
Concernant les mouvements de terrains, la commune a été reconnue en état de catastrophe naturelle au titre des dommages causés par la sécheresse en 2018 et 2019 et par des mouvements de terrain en 1999.

#### Risques technologiques
Le risque de transport de matières dangereuses sur la commune est lié à sa traversée par des infrastructures routières ou ferroviaires importantes ou la présence d'une canalisation de transport d'hydrocarbures. Un accident se produisant sur de telles infrastructures est en effet susceptible d’avoir des effets graves au bâti ou aux personnes jusqu’à 350 m, selon la nature du matériau transporté. Des dispositions d’urbanisme peuvent être préconisées en conséquence.

## Toponymie
Le nom de la localité est attesté sous sa forme latine Vicaria Auliquiacensium en 820, Aladoiacus en 855, Aloiacus entre 924 et 1187, Aloi entre 1196 et 1207.

## Histoire
Des chemins très anciens sillonnent les bords de la commune, aux bords desquels ont été repérés les vestiges d'une villa gallo-romaine ou les ruines d'une chapelle, ainsi que les aménagements d'un ancien village ou des carrières.
Une charte commune entre Allouis et Mehun-sur-Yèvre, bien que rédigée dans un style administratif, atteste qu'au IXe siècle le territoire est déjà organisé : l'abbaye Saint-Sulpice de Bourges y possède des biens, et le fief relève de la tour de Mehun-sur-Yèvre.
Pourtant, Allouis a ses propres seigneurs, dont les registres d'hommage ne livrent les noms qu'à partir de la fin du XVIe siècle et du XVIIe siècle.

## Politique et administration
| Période                                  | Période   | Identité           | Étiquette | Qualité  |
| ---------------------------------------- | --------- | ------------------ | --------- | -------- |
| mars 2001                                | mars 2008 | Michel Bienbeau    |           |          |
| mars 2008                                | mars 2014 | Alain Deshoulières |           |          |
| mars 2014                                | 2020      | Jean-Michel Rio    | DVD       | Retraité |
| 2020                                     | En cours  | Annick Bienbeau    |           |          |
| Les données manquantes sont à compléter. |           |                    |           |          |

## Démographie
L'évolution du nombre d'habitants est connue à travers les recensements de la population effectués dans la commune depuis 1793. Pour les communes de moins de 10 000 habitants, une enquête de recensement portant sur toute la population est réalisée tous les cinq ans, les populations de référence des années intermédiaires étant quant à elles estimées par interpolation ou extrapolation. Pour la commune, le premier recensement exhaustif entrant dans le cadre du nouveau dispositif a été réalisé en 2008.

En 2022, la commune comptait 1 052 habitants, en évolution de −2,05 % par rapport à 2016 (Cher : −2,48 %, France hors Mayotte : +2,11 %).
| 1793 | 1800 | 1806 | 1821 | 1831 | 1836 | 1841 | 1846 | 1851 |
| ---- | ---- | ---- | ---- | ---- | ---- | ---- | ---- | ---- |
| 787  | 657  | 847  | 757  | 745  | 810  | 791  | 749  | 835  |

| 1856 | 1861 | 1866 | 1872 | 1876 | 1881 | 1886 | 1891 | 1896 |
| ---- | ---- | ---- | ---- | ---- | ---- | ---- | ---- | ---- |
| 823  | 862  | 863  | 866  | 880  | 840  | 792  | 775  | 697  |

| 1901 | 1906 | 1911 | 1921 | 1926 | 1931 | 1936 | 1946 | 1954 |
| ---- | ---- | ---- | ---- | ---- | ---- | ---- | ---- | ---- |
| 658  | 665  | 643  | 574  | 609  | 551  | 503  | 536  | 610  |

| 1962 | 1968 | 1975 | 1982 | 1990 | 1999 | 2006 | 2008 | 2013 |
| ---- | ---- | ---- | ---- | ---- | ---- | ---- | ---- | ---- |
| 623  | 551  | 562  | 639  | 706  | 771  | 888  | 927  | 985  |

| 2018  | 2022  | - | - | - | - | - | - | - |
| ----- | ----- | - | - | - | - | - | - | - |
| 1 069 | 1 052 | - | - | - | - | - | - | - |

## Culture locale et patrimoine

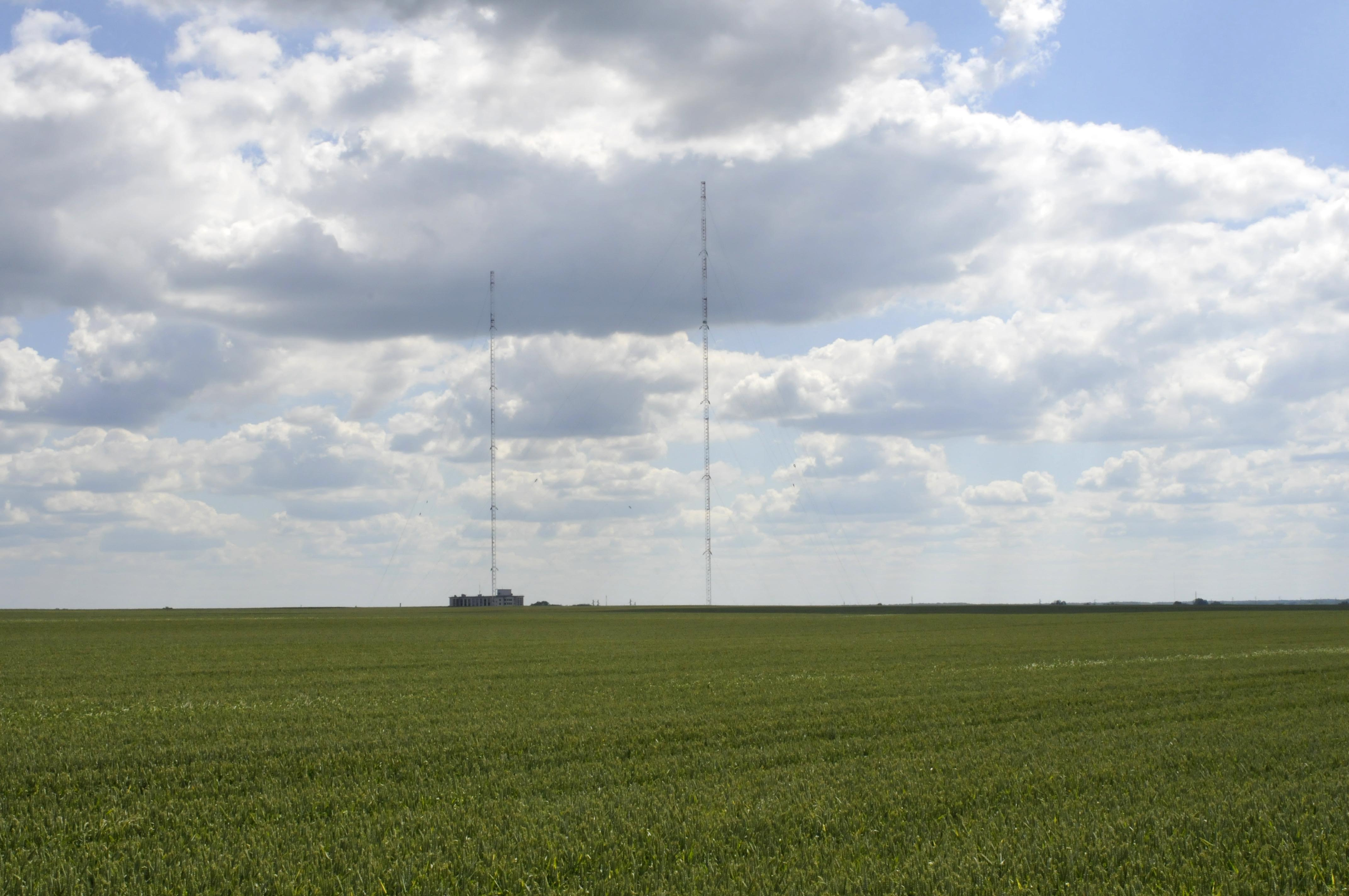
Sur le bord de la route nationale 76, l'émetteur d'Allouis qui diffusait France Inter en grandes ondes jusqu'en 2016.

### Lieux et monuments
- L'église Saint-Germain classée monument historique en 1990[25],[26].
- La chapelle Saint-Jean.
- Le château des Fontaines.
- De 1939 à 2016, l'émetteur d'Allouis diffusait le programme de France Inter, auquel s'était rajoutée depuis 1977, la mission de diffuser le top horaire en sous-porteuse via une horloge atomique au césium 133 installée dans le bâtiment émetteur.

Profitant de ces installations, des émetteurs ondes courtes seront installés à partir de 1939, complétés plus tard par ceux d'Issoudun. Le programme de France Inter arrivait par câble spécial depuis Paris, un câble de secours est installé depuis Issoudun.
L'activité radiophonique en ondes courtes a pris fin, à Allouis, le 31 décembre 1997 à 21 h 57 (temps universel), à la suite du non-renouvellement du contrat liant Télédiffusion de France à Radio France internationale, locataire des émetteurs ondes courtes.
Pendant la Seconde Guerre mondiale, les installations ont subi des dégradations dues à la Résistance française ; finalement ce sont les troupes allemandes qui ont détruit le pylône au moment de leur départ.

### Personnalités liées à la commune
- Jeanne Roche-Mazon (1885-1953), autrice de contes, traductrice et essayiste. En 2013, en son hommage, son nom est donné à la bibliothèque municipale[27].